# Léry (Eure)
Léry è un comune francese di 2 099 abitanti situato nel dipartimento dell'Eure nella regione della Normandia.

## Società

### Evoluzione demografica
Abitanti censiti